# Teresa Czarnik-Sojka
Teresa Maria Czarnik-Sojka (ur. 17 stycznia 1932 w Nowym Sączu) – polska dziennikarka, posłanka na Sejm X kadencji.

## Życiorys
Z wykształcenia dziennikarka, ukończyła w 1953 studia na Uniwersytecie Jagiellońskim. Przez szereg lat była dziennikarką „Dziennika Zachodniego”. Działała w Stowarzyszeniu Dziennikarzy PRL, a od 1989 w powołanym na jego bazie Stowarzyszeniu Dziennikarzy Rzeczypospolitej Polskiej (wchodząc w skład prezydium zarządu głównego).
W 1989 uzyskała mandat posłanki na Sejm kontraktowy. Została wybrana w okręgu katowickim z puli Polskiej Zjednoczonej Partii Robotniczej, do której należała od 1962. Na koniec kadencji należała do Poselskiego Klubu Pracy. Była członkinią Komisji Kultury i Środków Przekazu oraz Komisji Polityki Społecznej. Później wycofała się z działalności politycznej.

## Odznaczenia
- Krzyż Oficerski Orderu Odrodzenia Polski (1980)
- Złoty Krzyż Zasługi (1970)
- Odznaka „Zasłużony w Rozwoju Województwa Katowickiego”
- Odznaka „Zasłużony dla Związku Zawodowego Hutników”
- Odznaka „Za Zasługi dla RSW Prasa- Książka-Ruch”
- Odznaka Polskiego Towarzystwa Ekonomicznego[2].